# الإسلام والعنف الأسري

تطبيق الشريعة الإسلامية على حسب البلد فيما يخص الأمور القضائية:
لا يؤخذ بالشريعة الإسلامية في السلطة القضائية
تطبق الشريعة الإسلامية في قانون الأحوال الشخصية فقط
تطبق الشريعة الإسلامية كليًا وفي القوانين الجنائية
يختلف تطبيق الشريعة الإسلامية على حسب المنطقة

يوجد الكثير من الخلاف حول العلاقة بين الإسلام والعنف الأسري. حتى بين المسلمين أنفسهم تتنوع تفسيرات وتطبيقات الشريعة؛ وهي مجموعة القوانين الإسلامية، أخلاقية ودينية.
التفسيرات التقليدية للآية 34 في سورة النساء في القرآن الكريم التي تناقش العلاقات الزوجية تعتبر ضرب النساء جائزا لأنه ضرب غير مبرح يكون بالسواك مثلا ولا يترك أثرا على الجسم حيث يكون القصد منه تعريف المرأة بخطئها وإشعارها بالذنب لا تعذيبها وإهانتها وهو ما يرفضه الإسلام ويستنكره، بينما تعتبر تفسيرات أخرى أن السورة لا تدعم ضرب المرأة وإنما فقط أن يهجرها قليلا. التنوع في التفسيرات يرجع إلى المدراس المختلفة في الفقة الإسلامي، والقصص التاريخية، وسياسات المؤسسات الدينية، تغيير الفتاوى، التعديلات، والتعليم.
يعد العنف الأسري في المجتمع الإسلامي قضية معقدة من قضايا حقوق الإنسان، وهذا يرجع إلى اختلاف التعويضات القانونية للنساء باختلاف الأمة، ومدى حصولهن على دعم أو فرص للانفصال عن أزواجهن، وأيضا الميل الثقافي لإخفاء الأدلة على الاعتداء بسبب الشعور بالعار، وكذلك عدم قدرتهن على الحصول على إقرار الشرطة والنظام القضائي بحصول الاعتداءات.

## التعريف
وفقا لتعريف قاموس مريام ويبستر، العنف الأسري هو: «إلحاق أحد أفراد الأسرة أو المنزل إصابة جسدية بفرد آخر. وكذلك: هو تصرف متكرر أو معتاد من مثل تلك التصرفات».
كومارسوامي يعرف العنف الأسري على أنه: «العنف الذي يحدث في الإطار الشخصي، عموما بين فردين يرتبطان عن طريق علاقة حميمة أو ارتباط الدم أو ارتباط قانوني... تقريبا دائما ما يكون جريمة مرتبطة بالجنسين، يرتكبها الرجال ضد النساء.» ويستخدم هذا العنف كأداة قوية للتحكم والقهر.
الأمين العام السابق للأمم المتحدة كوفي عنان صرح في تقرير نشر عام 2006 على موقع صندوق الأمم المتحدة الإنمائي للمرأة على شبكة الإنترنت، صرح بأن: 
العنف ضد النساء والفتيات قضية ذات نسب وبائية. على الأقل واحدة من كل ثلاث نساء في العالم ضرَبَها، أو أجبرها على ممارسة الجنس، أو اعتدى عليها بطريقة أخرى خلال حياتها أحد المعتدين الذين في أغلب الأحيان يكون شخصا تعرفه.

## النصوص الإسلامية

### سورة النساء الأية الرابعة والثلاثون
الآية الرابعة والثلاثون من سورة النساء (السورة الرابعة من القرآن الكريم) من الآيات التي تحدد العلاقة بين الزوج والزوجة في الإسلام، اختلف في تفسيرها الباحثين المسلمين (أو الفقهاء)، وهي:
«الرِّجَالُ قَوَّامُونَ عَلَى النِّسَاءِ بِمَا فَضَّلَ اللَّهُ بَعْضَهُمْ عَلَىٰ بَعْضٍ وَبِمَا أَنْفَقُوا مِنْ أَمْوَالِهِمْ ۚ فَالصَّالِحَاتُ قَانِتَاتٌ حَافِظَاتٌ لِلْغَيْبِ بِمَا حفظَ اللَّهُ ۚ وَاللَّاتِي تَخَافُونَ نُشُوزَهُنَّ فَعِظُوهُنَّ وَاهْجُرُوهُنَّ فِي الْمَضَاجِعِ وَاضْرِبُوهُنَّ ۖ فَإِنْ أَطَعْنَكُمْ فَلَا تَبْغُوا عَلَيْهِنَّ سَبِيلًا ۗ إِنَّ اللَّهَ كَانَ عَلِيًّا كَبِيرًا ﴿34﴾»

### التفسيرات التي تؤيد التأديب
العديد من الباحثين  يدعون أن الشريعة تؤيد العنف الأسري ضد المرأة عندما يشك الرجل في النشوز من ناحية زوجته (عدم طاعته، أو خيانته، أو الثورة عليه، أو سوء التصرف معه). باحثون آخرون يزعمون أن ضرب الزوجة الناشزة لا يتسق مع الرؤى الحديثة للقرآن الكريم. بعض الترجمات التقليدية تجد أنه يجوز للأزواج المسلمين أن «يضربوهن» برفق وليس بقوة، وأنه أحيانا يجوز له بنفس القدرأن يصفع، أو يضرب، أو يعاقب، أو حتى يضرب بشدة أكبر.
في بعض التفسيرات مثل تفسيرات ابن كثير ومحمد بن جرير الطبري الأفعال الموصى بها في الآية 34 من سورة النساء -الموضحة سابقا- تؤخذ بالتتابع: يلوم زوجته، ويليه – إذا لم ينجح هذا- يمكن له أن يهجرها، ويليه - إذا لم ينجح التأديب السابق أيضا - يجوز له أن يضربها برفق أو بشكل رمزي. الباحث المصري المعاصر عبد الحليم أبو شقة أشار إلى آراء الفقهاء ابن حجر العسقلاني والشوقاني الذين يقولون إن الضرب لا يحدث إلا في حالات استثنائية. يقول الدكتور محمد راتب النابلسي: «هذه شریكة حیاة، المرأة لا تضرب؛ أما الحكم الشرعي في الضرب؛ فهذه حالات نادرة جداً، والشروط تعجیزیة؛ أي لو فرضنا فتاة لیس لها أهل، لیس لها من یردعها، وهي زوجة وانحرفت؛ فلو أنك ضربتها؛ وأبقیتها عندك معززة مكرمة؛ أم أولاد، أو طلقتها وشردت، وتفلتت؛ فأیهما أولى؟ حالات نادرة جداً، امرأة شذت وانحرفت، ولم تصغ إلى النصیحة، ولم تستجب، فإذا ضربتها وأبقیتها عندك أولى ألف مرة من أن تدعها تتفلت، وأن تبتعد عن زجرها وردعها، أما الأصل فالمرأة لا تضرب».
وفي ترجمة للآية ترجمها تقي الدين الهلالي ومحسن خان عام 2007 يُعرَّف الرجال على أنهم حماة النساء والوصاة عليهن والمعيلين لهن، لأن الله تعالى فضل بعضهم على بعض، ولأنهم ينفقون (لإعالتهن) من أموالهم. وعندما يرى الرجل سوء التصرف (عدم الطاعة، أو الثورة؛ ما يعني النشوز) من زوجته، فله أن يعاتبها أولا، ثم يرفض مشاركتها الفراش، وفي النهاية يضربها (باللين، إذا كان ذلك نافعا)، ولكن إذا عادت للطاعة عليهم ألا يبغوا عليهن سبيلا.
ويركز بعض الباحثون والمعلقون الإسلاميون على أن الضرب، حتى في الأحوال التي يكون فيها جائزا، يجب ألا يكون قاسيا، بل ويأكد بعضهم أن الضرب بأي حال من الأحوال يجب أن يكون رمزيا. وفقا لما قاله عبد الله يوسف علي وابن كثير، فإن إجماع الباحثين المسلمين أن الآية السابقة تصف الضرب الخفيف اللين. كما أن أبا شقة يشير إلى أمر الجساس - طالب الإمام أبو حنيفة - الذي قال أن عقاب المرأة يجب أن يكون «ضربة ليس فيها عنف بالسِواك (عصا صغيرة تستخدم لتنظيف الأسنان) أو ما يماثلها. وهذا يعني أن الضرب بأي وسيلة أخرى حرام شرعا».

### التفسيرات التي لا تؤيد الضرب
وما يظهر تأثير الرأي الشخصي على الترجمات المختلفة، خاصة فيما يتعلق بالعنف الأسري، تأتي ترجمة أحمد علي[ ؟ ] لكلمة «اضربوا» لتقول بأنها تعني اهجروا، أو تجنبوا، أو اتركوا؛ فترجمته للآية 34 هي: «... للنساء اللاتي تشعرون نفورهن، تحدثوا إليهن بسلاسة، ثم اتركوهن وحدهن في الفراش (دون مضايقتهن)، وناموا معهن (عندما يشأن) (وهناك تأكيد على هذه النقطة)».
كما اكتشف باختيار بقراءة القاموس العربي- إنجليزي لإدوارد ويليام لان - وهو إصدار من 3,064 صفحة من القرن التاسع عشر - أنه من بين ست صفحات تتناول معاني كلمة «ضَرَبَ» كان هناك «دَعه يبتعد». وهذه الترجمة يدعمها كثيرا أن كلمة «ضربتم» موجودة في في نفس السورة في الآية (94) - «يا أيها الذين ءامنوا إذا ضربتم في سبيل الله فتبينوا...»- بمعنى «سافرتم». وكلمة «ضربتم» مشتقة أيضا من الجذر «ضَرَبَ» ككلمة «فاضربوهن».

### بين الفقه والواقع
وإذعانا للآية الرابعة والثلاثين من سورة النساء، ترفض الكثير من الأمم التي تزعم الحكم بالشريعة أن تنظر في أو ترفع الدعاوى في قضايا العنف الأسري. في عام 2010 نظرت المحكمة العليا بالإمارات العربية المتحدة (المحكمة الاتحادية العليا) في حكم محكمة أصغر، وأيدت الحق المختلف عليه للزوج في أن يعاقب زوجته وأبناءه مستخدما العنف الجسدي. وتعترف المادة 53 من قانون العقوبات في الإمارات العربية المتحدة بحق «المعاقبة من قبل الزوج لزوجته ومعاقبة الأبناء القُصًر» طالما أن الاعتداء لا يتجاوز الحدود التي نصت عليها الشريعة. وفي لبنان، منظمة كفى- وهي مؤسسة تنظم حملات ضد العنف ضد المرأة وتسخيرها - تقدر أن ما يصل إلى ثلاث أرباع اللبنانيات عانَين من الاعتداء الجسماني في مرحلة ما من حياتهن على يد أزواجهن أو أحد أقاربهن من الرجال. وهناك مجهودات في طريقها نحو إحالة قضايا العنف الأسري من المحاكم التي تقودها الشريعة إلى محاكم يقودها قانون العقوبات المدني. أخصائيون اجتماعيون يزعمون فشل المحاكم التي تحكم بالشريعة في حل العديد من قضايا الاعتداءات الأسرية في سوريا وباكستان ومصر وفلسطين والمغرب وإيران واليمن والسعودية. ومن المعتقد أن السبب ليس في الشريعة ذاتها بل فيمن لا يحسنون فهمها وتطبيقها.

### الضرب أمر غير مرغوب فيه
الباحثون والمعلقون صرحوا أن الرسول محمد صلى الله عليه وسلم وجه الرجال ألا يضربوا وجوه زوجاتهم، وألا يضربوهن بالطريقة التي قد تترك آثارا في أجسامهن، وألا يضربوهن ضربا مبرحا مسببا للألم. الباحثون اتفقوا كذلك ضد الضرب والتشويه مع آخرين مثل عالم الفقه السوري ابن عابدين في التوصية بعقوبات التعزير ضد الأزواج المعتدين. وفي الكثير من الأحاديث نهى الرسول صلى الله عليه وسلم عن ضرب الزوجة.
عن حكيم بن معاوية القشيري عن أبيه قال: «قلت يا رسول الله ما حق زوجة أحدنا عليه؟» قال: «أن تطعمها إذا طعمت وتكسوها إذا اكتسيت ولا تضرب الوجه ولا تقبح ولا تهجر إلا في البيت». رواه أحمد وأبو داود وابن ماجه.
بعض الفقهاء يرون أنه حتى عندما يكون الضرب مقبولا تحت ظل القرآن الكريم فإنه ما يزال غير مسموح به بشكل مطلق. ينهي ابن كثير تفسيره بحث الرجال ألا يضربوا زوجاتهن، مستدلا على ذلك بكلام الرسول صلى الله عليه وسلم: «لا تضربوا إماء الله» (أي النساء). ونص الحديث هو: قال صلى الله عليه وسلم: «لا تضربوا إماء الله»، فجاء عمر إلى رسول الله صلى الله عليه وسلم فقال: «ذنرن النساء (أي نشزن وغلبن) على أزواجهن فرخص في ضربهن». فأطاف بآل رسول الله صلى الله عليه وسلم (أي بنساءه) نساء كثير يشكون أزواجهن (أي من ضربهن) فقال النبي صلى الله عليه وسلم: «لقد طاف بآل محمد نساء كثير يشكون أزواجهن، ليس أولئك بخياركم».
ومما يوضح كيف كان النبي صلى الله عليه وسلم ذا ذوق رفيع في تعامله مع زوجاته أنه لم يضرب زوج له قط بل كان يراعيهن ويحافظ على حبهن ومشاعرهن دائما. بل إنه كان صلى الله عليه وسلم يقبل مراجعة نساءه له. كان عمر في المدينة وكان هذا بعد الإسلام، فكانت زوجته تراجعه في الحديث، «فقال لها أتراجعينني؟» فقالت: «لما لا أراجعك وابنتك حفصة وزوجات النبي تراجعن رسول الله؟» فذهب إلى السيدة حفصة وسألها: «هل تراجعين رسول الله؟» فقالت: «نعم وكل زوجات النبي يراجعن رسول الله».
وكانت سیرة الرسول صلى الله عليه وسلم مع أزواجه حسن المعاشرة، وحسن الخلق؛ والنبي علیه الصلاة والسلام كان یقول:«وا الله ما أكرمهن إلا كریم، ولا أهانهن إلا لئیم»(ابن عساكر عن علي). وكان یقول:«أما یستحي أحدكم أن یضرب ام أرته كما یضرب العبد یضربها أول النهار ثم یضاجعها آخره».(عبد الرازق عن عائشة)
كان یقول:«أكرموا النساء، فإنهن المؤنسات الغالیات».(رواه الطبراني عن عقبة بن عامر)
وعن أبي هريرة رضي الله عنه أن الرسول صلى الله عليه وسلم قال:«لا يَفركُ مؤمن مؤمنة؛ إن كره منها خلقا رضي آخر» أو قال:«غيره»(رواه مسلم). لا يفرك أي لا يبغض ولا يكره. لا يفرك مؤمن مؤمنة يعني لا يبغضها لأخلاقها إن كره منها خلقا رضي منها خلقا آخر إذا أساءت مثلا في ردها عليك مرة لكنها أحسنت إليك مرات أساءت؛ ليلة لكنها أحسنت ليالي أساءت في معاملة الأولاد مرة لكن أحسنت كثيرا.وهكذا فأنت إذا أساءت الزوجة لا تنظر إلى الإساءة في الوقت الحاضر ولكن أنظر إلى الماضي وانظر للمستقبل واحكم بالعدل. ويقول النابسلي في تفسير هذا الحديث: إذا أرى الرجل من زوجته ما یكره، علیه إنصافاً أن یفكر في محاسنها، أیضاً: فإذا بقي في مساوئها كرهها، أما إذا وضع إلى جانب مساوئها محاسنها توازن الأمر، ورضي بها، وإذا فكر في مساوئها، فلیفكر في مساوئه هو، وإذا ذكر نقصها، فلیفكر في نقصه.
وحديث أن رسول الله صلى الله عليه وسلم قال لا يسأل رجل فيم ضرب امرأته الوارد في سنن أبي داود لهو حديث ضعيف.

## المرأة في الإسلام

### الملابس
يفترض بالنساء المسلمات أن يرتدين الحجاب أو الخمار أو البرقع. وتتنوع القواعد بشكل ملحوظ جدا باختلاف الأمم ما بين تقيد صارم بالاحتشام وقواعد هينة في تغطية المرأة نفسها. تكتب كارين آسك وماريت تجومزلاند أن «الحجاب بالنسبة للمستعمرين وكذلك في رؤية الثقافة السياسية الغربية المعاصرة هو أكثر العلامات الواضحة المعبرة عن» الاختلاف«و» الدونية«في المجتمعات الإسلامية». إنه لأمر مؤسف أن توجد هذه الرؤية لأمر يعد مهما وأساسيا لكثير من المسلمين؛ فهذه النظرة تظهر عدم احترام واضح لثقافة الآخر.
في الولايات المتحدة تجد بعض النساء المسلمات أن ارتداء الحجاب عنصر تمكين لهن كونه رمزا للدين الإسلامي أو الثقافة الإسلامية، بينما تجد أخريات أن ارتاء الحجاب أمر مشين تأثرا بالثقافة التي يعشن فيها. حوالي 48% من النساء المسلمات في الولايات المتحدة لا يغطون شعرهن، بينما 43% منهن يرتدون حجابا على رؤوسهم طوال الوقت أمام غير المحارم.
في إيران إذا عثر على امرأة غير محجبة علنا فمن الممكن أن تدفع غرامة أو تسجن. أما في بلاد مثل مصر فهناك حرية لمن تريد ارتداء الحجاب أو النقاب وكذلك لمن لا تغطي شعرها.
وإن كانت البلاد تختلف في رؤيتها إزاء ارتداء الحجاب فإن ذلك لا يعبربالضرورة عن الضوابط الإسلامية الشرعية إزاء لبس المرأة إذ يتداخل ذلك مع ثقافة ورأي المجتعات نفسها.

### مدى المساواة
في كتابه هوية النساء والقرآن يستنتج بارازنجي أن القرآن الكريم يقول أن الرجال والنساء متساوون لأنه: "كما يؤكد فضل الرحمن مالك (باحث إسلامي): المساواة بين الجنسين أساس في القرآن الكريم (سورة النساء (الآية:1 و7)، سورة الممتحنة (الآية: 12)، سورة الحجرات (الأية:10)، سورة العلق (الآيات: 1-4) من أجل تحقيق العدل[ ؟ ] والقسط[ ؟ ]في المجتمع الإسلامي". الباحثة القرآنية عائشة عبد الرحمن توضح أن الإسلام ليس مبنيا حول الاختلافات بين الرجال والنساء؛ وهكذا فإن القضايا بين الجنسين يجب ألا تكون محل اعتبار.
والتفسيرات التقليدية للقرآن تجد أن الرجال هم المتفوقين جسمانيا وعقليا عن النساء سواء من ناحية علم الوجود؛ حيث تعد المرأة مخلوق لمتعة الرجل، أو من الناحية الاجتماعية- الإخلاقية بـ«كمال القدرة العقلية، وحسن الرأي، والقوة الكاملة في آداء الواجبات، وتنفيذ الأوامر الإلهية». من وجهة النظر التقليدية، تعتبر النساء غير مؤهلى للقيام بأي عمل أو نشاط بسبب طبيعتها الجسمانية وقدرتها على الحمل. وهكذا فإن دور المرأة أن تضطر أن تخضع للرجل؛ حيث إنها من دونه ليس لها أي كيان ذي معنً. وهذا الاتجاه يأتي من وجهة النظر الشخصية لبعض المفسرين والمعلقين على القرآن الكريم مثل الإمام الطبري، والزمكرشي، والبيداوي، والسيوطي أكثر من أن ذلك من تعاليم القرآن الكريم.
وتؤكد أسماء بارلاس – مؤلفة كتاب نساء مؤمنات في الإسلام أن - كما تؤكد العديد من الدراسات الحديثة- مكانة المرأة وأدوارها في المجتمعات الإسلامية، وكذلك في الأنظمة الذكورية والعلاقات بين الجنسين، هي نتيجة لعديد من العوامل التي معظمها لا علاقة له بالدين. وتجادل قائلة بأنه على تاريخ الحضارة الغربية أن يخبرنا أن لا شيء إسلاميّ الأصل في الميسوجينية (كراهية المرأة)، وعدم المساواة، والنظام الذكوري؛ ومع ذلك الثلاث قضايا كلهم تبررهم الدول الإسلامية ورجال الدين باسم الإسلام. كاميلا فوزي السهل، وجودي مابرو يدعمون هذا الموقف أيضا، قائلين أن مكانة النساء المسلمات «فقط في تعبيرات القرآن الكريم و/أو المصادر الإسلامية الأخرى مأخودة جميعا خارج سياقها». وأيضا إن الحاجة ملحة للتفكر في أن الكثير من عدم المساواة والتمييز لا يأتي من تعاليم القرآن الكريم ولكن من النصوص الإسلامية الثانوية؛ التفسير والأحاديث الضعيفة المقولة عن تفاصيل حياة الرسول صلى الله عليه وسلم وأفعاله.
ويزعم بارازانجي أن «هذه القدرة على (إعادة قراءة القرآن وتفسيره مرة بعد مرة) من أجل الاستنتاج الأخلاقي والعقلي من المعنى الباطني للكلمات، والتصرف السريع على أساس المعنى المستنتج بتغيير تصرفات الشخص هو ما يؤهل الإنسان كمسلم باختياره أن يكون مسلما ذا شخصية يحددها هو»، مصدقا أن التفسير يجب أن يكون مفتوحا لأكثر من النخبة الرجال وحسب.